# Resultados do Carnaval de Recife em 2011
Resultados do Carnaval de Recife em 2011.

## Escola de samba
| Grupo Especial | Grupo Especial        | Grupo Especial | Grupo Especial |
| Colocação      | Entidade              | Pontos         | Ref.           |
| -------------- | --------------------- | -------------- | -------------- |
| 1º             | Gigantes do Samba     | 109,8          | [ 2 ]          |
| 2º             | Galeria do Ritmo      | 100,9          | [ 2 ]          |
| Grupo 1        |                       |                |                |
| Colocação      | Entidade              | Pontos         | Ref.           |
| 1º             | Unidos do Escailabe   | 108,9          | [ 2 ]          |
| 2º             | Limonil               | 106            | [ 2 ]          |
| Grupo 2        |                       |                |                |
| Colocação      | Entidade              | Pontos         | Ref.           |
| 1º             | Imperiais do Ritmo    | 105,3          | [ 2 ]          |
| 2º             | Queridos da Mangueira | 81,5           | [ 2 ]          |

## Maracatu do Baque Virado
| Grupo Especial | Grupo Especial     | Grupo Especial | Grupo Especial |
| Colocação      | Entidade           | Pontos         | Ref.           |
| -------------- | ------------------ | -------------- | -------------- |
| 1º             | Porto Rico         | 89,6           | [ 2 ]          |
| 2º             | Estrela Brilhante  | 89,5           | [ 2 ]          |
| Grupo 1        |                    |                |                |
| Colocação      | Entidade           | Pontos         | Ref.           |
| 1º             | Cambinda Estrela   | 87,2           | [ 2 ]          |
| 2º             | Oxum Mirim         | 86,7           | [ 2 ]          |
| Grupo 2        |                    |                |                |
| Colocação      | Entidade           | Pontos         | Ref.           |
| 1º             | Almirante do Forte | 83,8           | [ 2 ]          |
| 2º             | Estrela D'alva     | 83,5           | [ 2 ]          |

## Caboclinho
| Grupo Especial | Grupo Especial     | Grupo Especial | Grupo Especial |
| Colocação      | Entidade           | Pontos         | Ref.           |
| -------------- | ------------------ | -------------- | -------------- |
| 1º             | Tupi               | 79,5           | [ 2 ]          |
| 2º             | Kapinawa           | 79,4           | [ 2 ]          |
| Grupo 1        |                    |                |                |
| Colocação      | Entidade           | Pontos         | Ref.           |
| 1º             | Os Carijós         | 79,4           | [ 2 ]          |
| 2º             | Oxóssi Pena Branca | 74,5           | [ 2 ]          |
| Grupo 2        |                    |                |                |
| Colocação      | Entidade           | Pontos         | Ref.           |
| 1º             | Tupinambá          | 78,5           | [ 2 ]          |
| 2º             | Tapuais Camarás    | 77,8           | [ 2 ]          |

## Tribo de Índio
| Grupo Especial | Grupo Especial    | Grupo Especial | Grupo Especial |
| Colocação      | Entidade          | Pontos         | Ref.           |
| -------------- | ----------------- | -------------- | -------------- |
| 1º             | Tabajaras         | 99,9           | [ 2 ]          |
| 2º             | Índio Tupiniquins | 99,4           | [ 2 ]          |
| Grupo 1        |                   |                |                |
| Colocação      | Entidade          | Pontos         | Ref.           |
| 1º             | Tupi Guarani      | 98,8           | [ 2 ]          |
| Grupo 2        |                   |                |                |
| Colocação      | Entidade          | Pontos         | Ref.           |
| 1º             | Cobra Coral       | 91,5           | [ 2 ]          |

## Maracatu do Baque Solto
| Grupo Especial | Grupo Especial    | Grupo Especial | Grupo Especial |
| Colocação      | Entidade          | Pontos         | Ref.           |
| -------------- | ----------------- | -------------- | -------------- |
| 1º             | Cruzeiro do Forte | 139,8          | [ 2 ]          |
| 2º             | Pavão Dourado     | 139            | [ 2 ]          |
| Grupo 1        |                   |                |                |
| Colocação      | Entidade          | Pontos         | Ref.           |
| 1º             | Carneiro Manso    | 139,2          | [ 2 ]          |
| 2º             | Estrela de Ouro   | 138,9          | [ 2 ]          |
| Grupo 2        |                   |                |                |
| Colocação      | Entidade          | Pontos         | Ref.           |
| 1º             | Leão Dourado      | 138,2          | [ 2 ]          |
| 2º             | Leão do Norte     | 136,4          | [ 2 ]          |

## Clube de Boneco
| Grupo Especial | Grupo Especial               | Grupo Especial | Grupo Especial |
| Colocação      | Entidade                     | Pontos         | Ref.           |
| -------------- | ---------------------------- | -------------- | -------------- |
| 1º             | Seu Malaquias                | 99,7           | [ 2 ]          |
| 2º             | Menino do Pátio de São Pedro | 99,5           | [ 2 ]          |
| Grupo 1        |                              |                |                |
| Colocação      | Entidade                     | Pontos         | Ref.           |
| 1º             | O Sapateiro                  | 98,4           | [ 2 ]          |
| 2º             | Pitu no Frevo                | 97             | [ 2 ]          |
| Grupo 2        |                              |                |                |
| Colocação      | Entidade                     | Pontos         | Ref.           |
| 1º             | Comelão                      | 85,9           | [ 2 ]          |
| 2º             | General da Banda             | 74,9           | [ 2 ]          |

## Clube de Frevo
| Grupo Especial | Grupo Especial         | Grupo Especial | Grupo Especial |
| Colocação      | Entidade               | Pontos         | Ref.           |
| -------------- | ---------------------- | -------------- | -------------- |
| 1º             | Das Pás                | 108,3          | [ 2 ]          |
| 2º             | Bola de Ouro           | 107,6          | [ 2 ]          |
| Grupo 1        |                        |                |                |
| Colocação      | Entidade               | Pontos         | Ref.           |
| 1º             | Vassourinhas do Recife | 103,5          | [ 2 ]          |
| 2º             | Pão Duro               | 96,4           | [ 2 ]          |
| Grupo 2        |                        |                |                |
| Colocação      | Entidade               | Pontos         | Ref.           |
| 1º             | Girassol da Boa Vista  | 106,5          | [ 2 ]          |
| 2º             | Tubarões do Pina       | 94,9           | [ 2 ]          |

## Bloco de Pau e Corda
| Grupo Especial | Grupo Especial       | Grupo Especial | Grupo Especial |
| Colocação      | Entidade             | Pontos         | Ref.           |
| -------------- | -------------------- | -------------- | -------------- |
| 1º             | Madeira do Rosarinho | 109,4          | [ 2 ]          |
| 2º             | Banhistas do Pina    | 108,5          | [ 2 ]          |
| Grupo 1        |                      |                |                |
| Colocação      | Entidade             | Pontos         | Ref.           |
| 1º             | Pierrot de São José  | 108,4          | [ 2 ]          |
| 2º             | Flor de Lira         | 87,9           | [ 2 ]          |
| Grupo 2        |                      |                |                |
| Colocação      | Entidade             | Pontos         | Ref.           |
| 1º             | Amante das Flores    | 101,9          | [ 2 ]          |
| 2º             | Mandarim da Folia    | 89,8           | [ 2 ]          |

## Troça
| Grupo Especial | Grupo Especial       | Grupo Especial | Grupo Especial |
| Colocação      | Entidade             | Pontos         | Ref.           |
| -------------- | -------------------- | -------------- | -------------- |
| 1º             | Batutas de Água Fria | 98,5           | [ 2 ]          |
| 2º             | Acorda Beberibe      | 96,5           | [ 2 ]          |
| Grupo 1        |                      |                |                |
| Colocação      | Entidade             | Pontos         | Ref.           |
| 1º             | A Mãe é Minha        | 97,2           | [ 2 ]          |
| 2º             | A Japa do Coque      | 94,2           | [ 2 ]          |
| Grupo 2        |                      |                |                |
| Colocação      | Entidade             | Pontos         | Ref.           |
| 1º             | Beija Flor em Folia  | 95,9           | [ 2 ]          |
| 2º             | Estrela da Boa Vista | 94,9           | [ 2 ]          |

## Urso
| Grupo Especial | Grupo Especial        | Grupo Especial | Grupo Especial |
| Colocação      | Entidade              | Pontos         | Ref.           |
| -------------- | --------------------- | -------------- | -------------- |
| 1º             | Cangaçá de Água Fria  | 70             | [ 2 ]          |
| 2º             | Urso do vizinho       | 68,9           | [ 2 ]          |
| Grupo 1        |                       |                |                |
| Colocação      | Entidade              | Pontos         | Ref.           |
| 1º             | Mimoso de Afogados    | 68,5           | [ 2 ]          |
| 2º             | Urso Panda            | 66,8           | [ 2 ]          |
| Grupo 2        |                       |                |                |
| Colocação      | Entidade              | Pontos         | Ref.           |
| 1º             | Branco da Mustardinha | 65,3           | [ 2 ]          |
| 2º             | Urso Pólo Sul         | 60             | [ 2 ]          |

## Boi
| Grupo Especial | Grupo Especial | Grupo Especial | Grupo Especial |
| Colocação      | Entidade       | Pontos         | Ref.           |
| -------------- | -------------- | -------------- | -------------- |
| 1º             | Boi Faceiro    | 89,5           | [ 2 ]          |
| 2º             | Boi Estrela    | 88,7           | [ 2 ]          |
| Grupo 1        |                |                |                |
| Colocação      | Entidade       | Pontos         | Ref.           |
| 1º             | Boi Tá Tá Tá   | 89,9           | [ 2 ]          |
| 2º             | Boi Dourado    | 88             | [ 2 ]          |
| Grupo 2        |                |                |                |
| Colocação      | Entidade       | Pontos         | Ref.           |
| 1º             | Boi Marcatú    | 89,1           | [ 2 ]          |
| 2º             | Boi Sorriso    | 84,6           | [ 2 ]          |